# 黃瑞霖
黃瑞霖（1944年6月—），福建閩侯人，中華人民共和國政治人物，第十屆全國人大代表，中共十四大、中共十五大黨代表。黃瑞霖畢業於北京大學哲學系，1995年起擔任中共福建省委常委、省委秘书长，2001年起擔任福建省委副书记，2005年起擔任福建省政协副主席。2010年退休。